# Eparchia chełmska (Patriarchat Moskiewski)
Eparchia chełmska – eparchia Rosyjskiego Kościoła Prawosławnego istniejąca w latach 1905–1922.

## Historia
Eparchia powstała na mocy decyzji Świątobliwego Synodu Rządzącego z 1905 poprzez wyodrębnienie z eparchii chełmsko-warszawskiej obszaru dawnego wikariatu lubelskiego. Wikariat ten powstał w 1876 i grupował byłe parafie unickie, przymusowo włączone do Rosyjskiego Kościoła Prawosławnego rok wcześniej. Przyczyną decyzji o wyodrębnieniu eparchii chełmskiej były zmiany w strukturze wyznaniowej zachodzące w guberniach chełmskiej i siedleckiej. Po ogłoszeniu ukazu o tolerancji religijnej od 80 do 120 tys. wiernych eparchii chełmsko-warszawskiej przeszło z prawosławia na katolicyzm. Konwertyci byli dawnymi wyznawcami katolicyzmu w obrządku bizantyjskim, byłymi unitami.
Eparchii chełmskiej podlegał obszar guberni chełmskiej oraz guberni siedleckiej, zaś jej ordynariusze nosili tytuł biskupów chełmskich i lubelskich.

## Duchowieństwo

### Ordynariusze
Pierwszym ordynariuszem eparchii został 31 lipca 1905 dotychczasowy wikariusz eparchii chełmsko-warszawskiej, biskup lubelski Eulogiusz. Po jego wyborze na deputowanego Dumy Państwowej w 1907 tymczasowe wykonywanie obowiązków ordynariusza powierzono biskupowi Andronikowi (Nikolskiemu), a następnie biskupowi Włodzimierzowi (Tichonickiemu). Biskup Eulogiusz wrócił do Chełma po zakończeniu kadencji III Dumy i pełnił urząd ordynariusza eparchii do 1914, gdy zastąpił go Anastazy (Gribanowski). W 1915 opuścił on miasto, udając się na bieżeństwo razem z całym prawosławnym duchowieństwem. Moment ten był faktycznym końcem działalności eparchii.

### Kapłani
W 1907 w eparchii chełmskiej inkardynowanych było 655 kapłanów. Fragmentaryczne dane pozwalają stwierdzić, że w grupie tej byli zarówno Rosjanie z Imperium Rosyjskiego, byli duchowni uniccy z terytorium Królestwa Polskiego, jak i byli unici przybyli z Galicji. Ostatnia grupa była szczególnie zaangażowana w likwidację unii i zaprowadzanie prawosławnej obrzędowości w pounickich parafiach. Między duchownymi miejscowymi i przybyłymi z Rosji dochodziło do konfliktów personalnych. Środowisko duchownych galicyjskich, z uwagi na swój udział w zaprowadzaniu prawosławia na ziemi chełmskiej, było szczególnie wpływowe w pierwszych latach po jej likwidacji, później jego znaczenie spadło.

## Szkolnictwo i prasa eparchii
Eparchii podlegało seminarium duchowne w Chełmie.
Eparchia chełmska wydawała od 1906 dwa czasopisma pt. „Chołmskij Narodnij Listok” i „Chołmskaja Narodnaja Żizn'”.

## Sieć parafialna i monastery
Na jej terytorium funkcjonowały trzy klasztory: monaster św. Onufrego w Jabłecznej (męski), monaster św. Antoniego w Radecznicy, monaster Opieki Matki Bożej w Turkowicach (żeński). Grupa mnichów zamieszkiwała także w domu biskupim w Chełmie.
W momencie utworzenia eparchii w jej granicach czynne były 444 pounickie cerkwie. Znaczna część z nich była wzniesiona z drewna, często ich stan techniczny był zły, czy wręcz groził katastrofą budowlaną.
Przed wybuchem I wojny światowej administratura liczyła 282 parafie.